# Джордж Патакі
Джордж Елмер Патакі (англ. George Elmer Pataki; нар. 24 червня 1945, Пікскілл, Нью-Йорк) — американський політик угорського походження. Губернатор Нью-Йорку з 1998 по 2006, член Республіканської партії.

## Життєпис
Закінчив Єльський університет (1967) і Колумбійську школу права (1970).
Був обраний мером Пікскіллу (1981), членом Законодавчих зборів штату (1985) і сенатором штату (1992).